# 大社保元宮

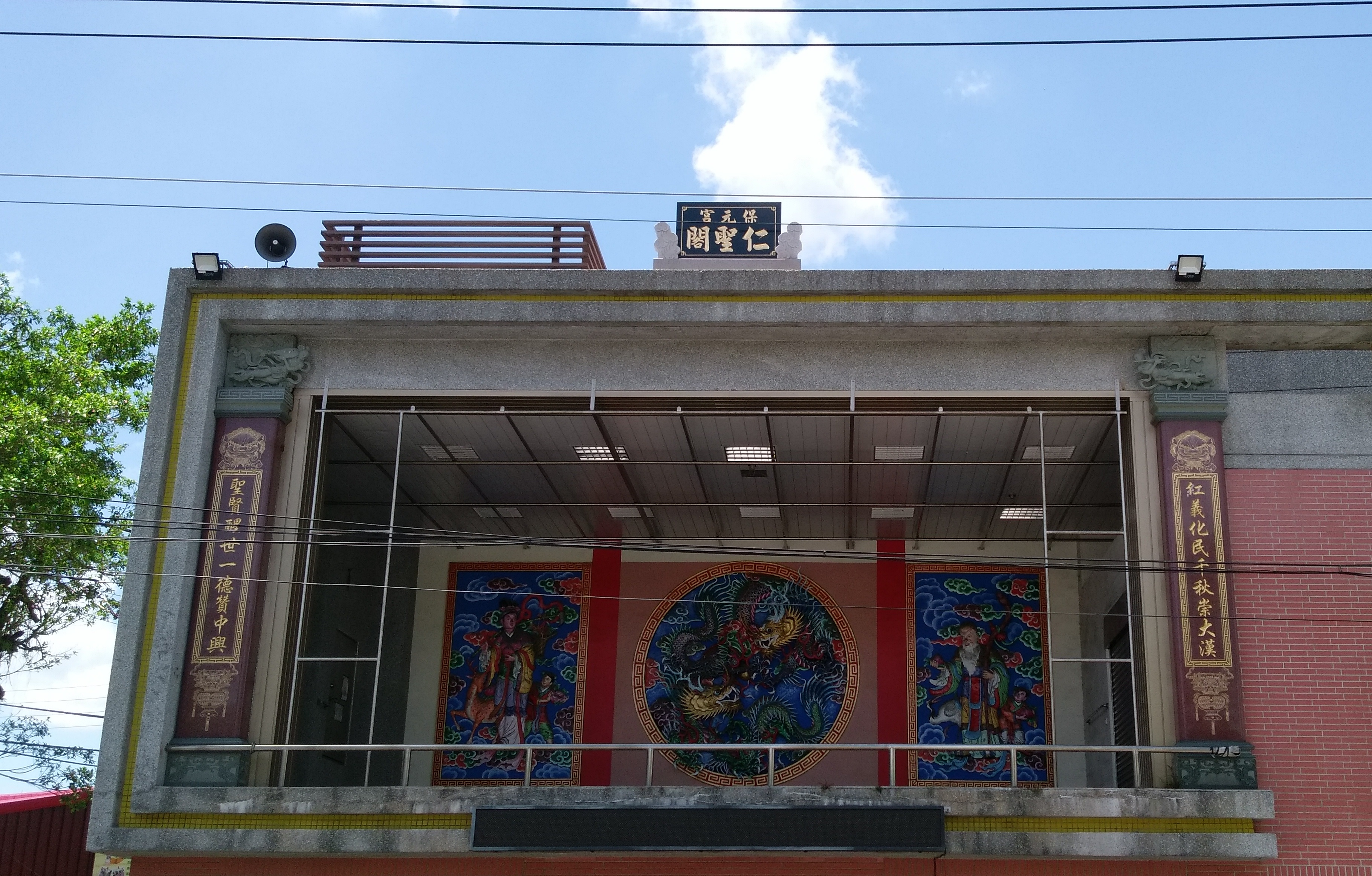
大社保元宮戲台仁聖閣

大社保元宮，又稱為「大社廟」，位於高雄市大社區的一間廟宇，主奉閩南醫神保生大帝（大道公）和玄天上帝（上帝公）。

## 歷史沿革
大社保元宮創建歷史有多種說法，根據清治時代《鳳山縣采訪冊》記載，保元宮創建於嘉慶四年（西元1809年），由林佐所募建，原為坐南朝北之小廟，道光25年（西元1845年）重建為坐北朝南。
而根據康熙五十八年（西元1719年）的《鳳山縣志》記載，大社保元宮為鳳山縣十處大道公廟之一。乾隆廿九年（西元1764年）「重修鳳山縣志」記載：『慈濟宮在興隆庄萬丹港口..........，一在觀音山大社，康熙年間鄉人募建』。由此推斷保元宮於康熙年間已經存在。
日治末期的皇民化運動，日本殖民當局四處拆除漢人廟宇，企圖消滅臺灣漢族的信仰，保元宮被日本人佔為馬房，並燒毀廟內主神，信眾為搶救神像，將玄天上帝神像藏於米甕，直到1945年中華民國接收臺灣。民國五十年（西元1961年）保元宮經地方仕紳信眾捐資重建，後於2005年再次動土重建，2015年新廟建成舉行入火安座大典。

## 祀神
- 正殿：保生大帝、玄天上帝、文昌帝君、註生娘娘、福德正神、中壇元帥
- 獅祖殿：獅祖
- 太歲殿：斗姥元君、天皇大帝、紫微大帝、太歲星君

## 保元宮獅祖

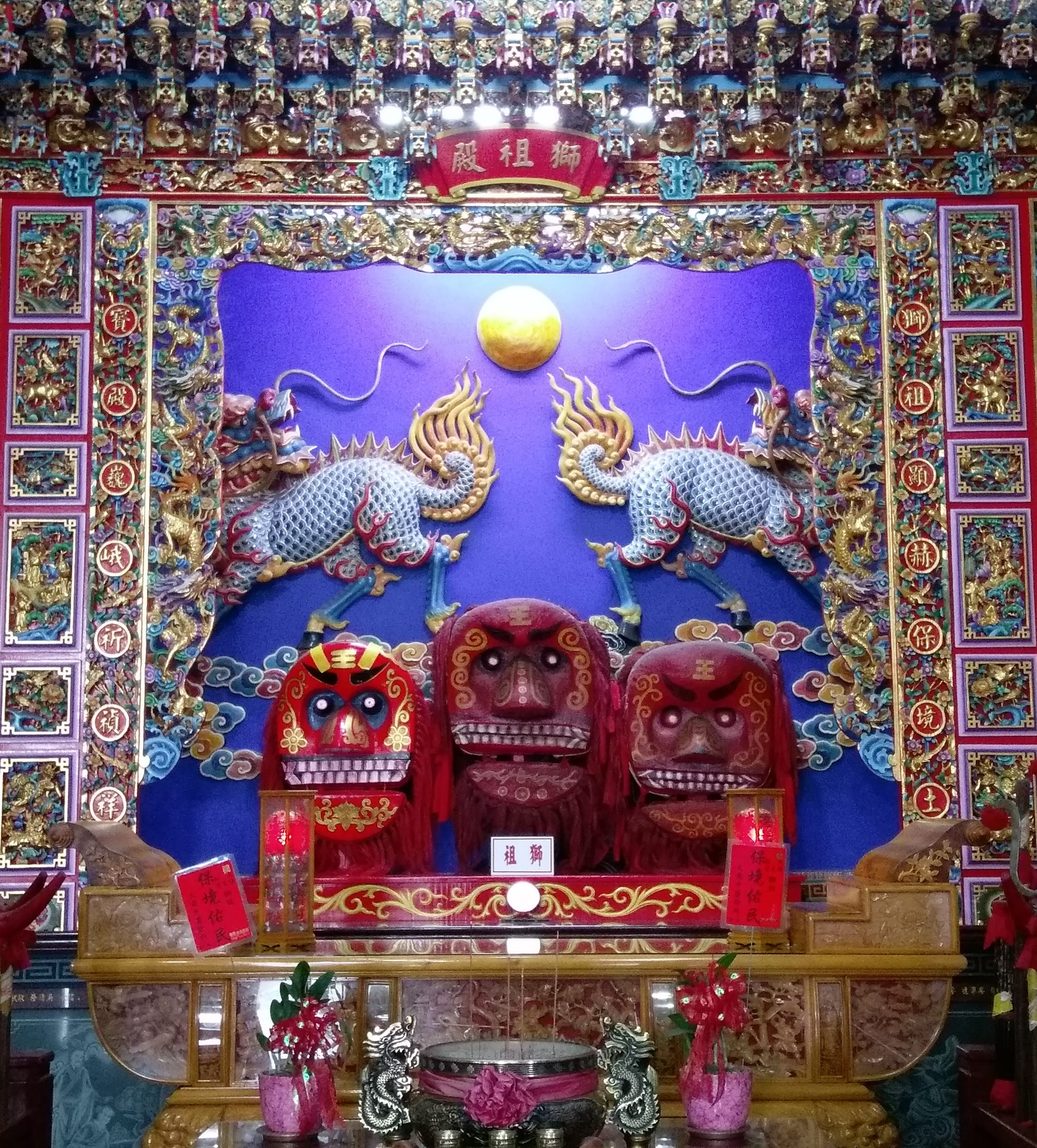
大社保元宮獅祖

保元宮所供奉的獅祖系屬閩獅的紅面獅，造型杏眼圓睜、古樸憨厚，屬於保元宮獅陣。

## 慶典
- 正月初九：玉皇上帝萬壽（初八子時祝壽）
- 正月十五：太歲星君交接法會暨誦讀疏文（納福七星平安橋）
- 二月初三：文昌帝君聖誕
- 三月初三：玄天上帝聖誕
- 三月初十至三月十五：保生大帝聖誕祝壽系列活動
- 三月十四至三月十五：保生大帝平安燈起燈法會
- 三月二十：註生娘娘聖誕
- 四月初三：太歲星君開光聖眼聖誕千秋活動
- 七月十八：中元普渡
- 八月十五：福德正神成道千秋
- 九月初九：中壇元帥聖誕（玄天上帝得道昇天日）

## 外部連結
- 大社保元宮的Facebook專頁